# YOSHII KAZUYA STARLIGHT TOUR 2015
『YOSHII KAZUYA STARLIGHT TOUR 2015』は吉井和哉のライブ映像作品。DVD、Blu-rayの2形態で発売された。

## 解説
2015年に『STARLIGHT』リリース記念として行われた「YOSHII KAZUYA STARLIGHT TOUR 2015」の最終日、7月16日、東京国際フォーラムホール Aの模様を収録。CDには本ツアーの中から選りすぐりのナンバーを選んでいる。

## 収録曲

### 映像
1. STORONGER
2. Hattrick'n
3. ビルマニア
4. ROCK STAR
5. 紅くて咲こうとした恋の
6. 迷信トゥゲザー
7. 母いすゞ
8. TOKYO NORTH SIDE
9. MUDDY WATER
10. 審美眼ブギ
11. Route69
12. MUSIC
13. 点描のしくみ
14. Step Up Rock
15. クリア
16. You Can Believe
17. パール
18. (Everybody is)Like a Starlight
19. HEARTS
20. ONE DAY
21. MOONLIGHT DRIVE
22. WEEKENDER
23. ボンボヤージ

### CD
1. Hattrick'n
2. I Love You Baby
3. 迷信トゥゲザー
4. 人それぞれのマイウェイ
5. TOKYO NORTH SIDE
6. 審美眼ブギ
7. Route69
8. VS
9. 点描のしくみ
10. Step Up Rock
11. You Can Believe
12. バラ色の日々
13. (Everybody is)Like a Starlight
14. HEARTS
15. ONE DAY
16. MOONLIGHT DRIVE
17. WEEKENDER
18. ボンボヤージ

## メンバー
- 吉井和哉 - ボーカル、エレクトリック・ギター、アコースティック・ギター
- 日下部正則 - エレクトリック・ギター
- 三浦淳悟 - ベース
- 吉田佳史（TRICERATOPS） - ドラム
- 鶴谷崇 - キーボード